# Agguato ai tropici
Agguato ai tropici (Across the Pacific) è un film del 1942 diretto da John Huston interpretato da Humphrey Bogart.

## Trama
Nel 1941 poco prima dell'entrata USA in guerra Rick Leland viene radiato dall'esercito americano. 
Fallito il tentativo di arruolarsi in Canada l'uomo decide di imbarcarsi su una nave diretta in Giappone; fa amicizia con il dottor Lorenz, sociologo filogiapponese e conosce Alberta Marlow.
Fin dall'inizio il personale giapponese si comporta in modo sospetto, arrivando perfino a rovistare fra i bagagli di Leland.
Rick stesso ha però qualcosa da nascondere.